# Hindisvík
Die Hindisvík ist eine Bucht an der Nordspitze der Halbinsel Vatnsnes im nördlichen Island. Sie liegt am Vatnsnesvegur  etwa 25 km nördlich vom nächsten größeren Ort Hvammstangi (Gemeinde Húnaþing vestra).
In den Jahren 1923 bis 1955 versuchte der Pfarrer Sigurður Nordland (1895–1971) hier Fischer anzusiedeln, da er den Ort für einen Hafen ideal hielt. Diese Ansicht wurde jedoch nicht geteilt, so dass die Siedlung wieder aufgegeben wurde. Heute befinden sich dort noch einige alte Ruinen von Fischerhäusern und einer Fischfabrik.
Die Bucht ist heute vor allem durch ihre große Robben-Kolonie bekannt. Auch viele Seevögel wie Eiderenten, Möwen und Austernfischer lassen sich von den flachen Felsen der Bucht beobachten. Es existiert eine Pferdezucht der sogenannten halbwilden Hindisvík-Pferde. Die Bucht lässt sich leicht erwandern und eignet sich gut zur Tierbeobachtung.
Derzeit ist die Zufahrt zur Bucht allerdings gesperrt, da sich die Anzahl der Robben in dem vergangenen Jahren so stark dezimiert hat. Wissenschaftler führen dies auf das hohe Touristenaufkommen zurück. Um die Tiere zu schützen, wird der Zugang verwehrt (Stand August 2024).